# 7845 Mckim
7845 Mckim è un asteroide della fascia principale. Scoperto nel 1996, presenta un'orbita caratterizzata da un semiasse maggiore pari a 3,1821425 UA e da un'eccentricità di 0,2175782, inclinata di 16,06297° rispetto all'eclittica.